# Kernenergie voor de duivel
Kernenergie voor de duivel (originele titel The Devil's Door-bell) is een boek uit 1983 van de Britse schrijver Anthony Horowitz. Het boek maakt deel uit van de nooit voltooide "Pentagramserie", die later werd herwerkt tot "De Kracht van Vijf". Voor deze serie kwam het boek uit onder de naam Raven's Gate. Het boek werd in 2002 in het Nederlands uitgebracht door uitgeverij Facet.

## Verhaal
Het boek gaat over de dertienjarige Martin Hopkins, die zijn ouders verliest door een ongeluk.
Een oude vrouw uit Yorkshire adopteert hem. Op haar verwaarloosde boerderij en rondom het dorp gebeuren de raarste dingen. Al gauw beseft Martin dat hij ongewild de spil van het gebeuren zal zijn. In het woud ontdekt hij een oude kerncentrale die jaren geleden gesloten werd, maar waar het toch bruist van de activiteit.